# Congrès de Grenoble (PS, 2000)
Pour les articles homonymes, voir Congrès de Grenoble.
Le second congrès de Grenoble est le 72e congrès ordinaire du Parti socialiste qui s'est tenu à Grenoble du 24 au 26 novembre 2000.

## Calendrier du Congrès
- 17 juin : le Conseil national du Parti socialiste s’est réuni afin de convoquer le Congrès. Début du dépôt des contributions.
- 4 septembre : date limite pour la déposition des contributions
- 23 septembre : Conseil national de synthèse afin de définir les motions. Le 2 octobre, l’ensemble des motions sera arrivé dans les fédérations et chez les militants.
- 30 octobre au 17 novembre : vote dans les sections sur l’ensemble des fédérations et du territoire.
- 17 au 18 novembre : tenue des congrès fédéraux.
- 24 au 26 novembre : Congrès à Grenoble.
- 23 novembre : Élections des premiers secrétaires fédéraux, des secrétaires de section et du premier secrétaire national.
- 26 novembre : Conseil national de désignation du secrétariat national

## Listes des contributions générales déposées
La phase des contributions générales et thématiques précède celle des motions. Elle permet de faire valoir des idées de groupe qui se rassemblent lors de celles des motions, beaucoup moins nombreuses. 
Sept contributions générales sont déposées :
- Pour une société plus humaine : présentée par François Hollande et la direction sortante (Jean-Marc Ayrault, Jean-Pierre Bel, Alain Bergounioux, Claude Estier, Gaëtan Gorce, Benoît Hamon, Pierre Mauroy, Vincent Peillon, François Rebsamen, Marisol Touraine)
- 7 jours dans la vie d'Attika : présentée par la Gauche socialiste (Julien Dray, Jean-Luc Mélenchon, Marie-Noëlle Lienemann, Harlem Désir)
- Le socialisme : un combat d’avenir : présentée par les ex-poperénistes (Alain Vidalies, Jean Mallot, Anne Ferreira, Emmanuel Maurel)
- L'aspiration égalitaire : présentée par Henri Emmanuelli
- 15 chantiers pour une nouvelle étape : présentée par Jean-Marie Bockel, Nicole Bricq, Gérard Gouzes
- Comment mieux vivre ensemble ? : présentée par Dominique Merchez
- Sommes-nous des révolutionnaires ? : présentée par Frédéric Leveille.

## Listes des motions déposées
La phase des motions est celles des textes finalement mis au vote des militants, après synthèse de contributions. 
Trois motions sont déposées:
- Motion 1 - Ensemble, réussir aujourd'hui pour convaincre demain déposée par François Hollande et sa majorité sortante. Elle est soutenue par Lionel Jospin, Pierre Mauroy, Michel Rocard, Laurent Fabius et les contributions de Jean-Marie Bockel et de Dominique Merchez.
- Motion 2 - Attika : la motion déposée par la Gauche socialiste et portée par Harlem Désir.
- Motion 3 - Démocratie, Egalité : déposée par Henri Emmanuelli, Alain Vidalies et Christian Bataille.

## Résultats officiels
118 600 adhérents inscrits - 75 670 votants (63 %)
- Motion 1 présentée par François Hollande : 73,2 %
- Motion 3 présentée par Henri Emmanuelli et Alain Vidalies : 13,6 %
- Motion 2 présentée par la Gauche socialiste : 13,2 %

## Analyse
La motion de la direction sortante remporte une grande majorité des suffrages et François Hollande est reconduit sans opposition, Premier secrétaire à l'issue du congrès. Le PS est ainsi en ordre de marche pour préparer la candidature de Lionel Jospin à l'élection présidentielle de 2002.
Toutefois, les anciens courants issus du Congrès de Rennes n'ont pas disparu. Les fabusiens cherchent à garder une place influente au sein de la direction alors que les jospinistes et les rocardiens s'unissent au sein de Socialisme et démocratie. Alors qu'elle vient juste de quitter le gouvernement, Martine Aubry prépare également ses réseaux pour peser dans le futur organigramme.
Ce congrès est également marqué par un renforcement de l'aile gauche du parti qui rassemble 26,8 % des votes des militants. Mais surtout par le résultat louable d'Henri Emmanuelli qui s'est dissocié de la direction en présentant une motion avec les ex-poperénistes, devançant la Gauche socialiste. Leur nouveau courant Démocratie & égalité choisi la synthèse et rejoint la direction du parti.

## Composition de la nouvelle direction

### Conseil national
Le conseil national exécute et fait exécuter la motion d'orientation majoritairement adoptée par le congrès. Il constitue en quelque sorte le parlement interne du parti, car il est le reflet direct de la réalité des sensibilités et des courants du PS. Il est composé de 204 membres élus lors du congrès, des 102 premiers secrétaires fédéraux :
- 149 représentants de la motion 1 (Hollande - Aubry -  Fabius - Mermaz)
- 28 représentants de la motion 3 (Emmanuelli - ex-poperénistes)
- 27 représentants de la motion 2 (Gauche socialiste)

Le nouveau conseil national, présidé par Sylvie Guillaume, désigne les membres du Bureau national et du Secrétariat national.

### Bureau national
Le bureau national assure l'administration et la direction du parti dans le cadre des attributions que lui délègue le comité directeur. Ses membres sont désignés selon les mêmes procédures que les membres du comité directeur :
- 41 membres issus de la motion 1, répartis selon les différents courants[4] : 
  - 28 du « bloc majoritaire » : François Hollande, Kader Arif, Martine Aubry, Jean-Pierre Bel, Alain Bergounioux, Jean-Christophe Cambadélis, Bertrand Delanoë, Marc Dolez, Claude Evin, Georges Frêche, Catherine Genisson, Jean-Noël Guérini, Didier Guillaume, Adeline Hazan, Cécile Helle, Serge Janquin, François Lamy, Bruno Le Roux, Pierre Mauroy, Henri Nallet, Vincent Peillon, Daniel Percheron, François Rebsamen, Marie Richard, Michèle Sabban, Jean-Pierre Sueur, Marisol Touraine et Manuel Valls ;
  - 11 « fabusiens » : Sylvie Andrieux, Christophe Bouillon, Alain Claeys, Danielle Darras, Irène Félix, Géraud Guibert, Didier Mathus, Jean-Claude Perez, Pascal Popelin, Paul Quilès et Henri Weber ;
  - 2 « mermaziens » : Louis Mermaz et Laurence Dumont.
- 7 membres issus de la motion 3 : Henri Emmanuelli, Annick Aguirre, Christian Bataille, Jean Mallot, Isabelle Martin, Michel Vergnier et Alain Vidalies.
- 7 membres issus de la motion 2 : Marie-Noëlle Lienemann, Delphine Batho, Jean-Louis Cottigny, Harlem Désir, Gérard Filoche, Pascale Le Néouannic et Patrick Menucci.

### Secrétariat national
Les membres du secrétariat national sont élus par le comité directeur sur proposition du premier secrétaire. Ils ont la charge de la mise en œuvre des décisions prises par le comité directeur et le bureau national. Le secrétariat national, assure ainsi la gestion du parti.
- Premier secrétaire : François Hollande
  - Secrétaire national auprès du premier secrétaire : Jean-Pierre Bel
- Secrétaire nationale à la vie associative : Sylvie Andrieux
- Secrétaire nationale au projet : Martine Aubry
- Secrétaire national à l'espace rural : Christian Bataille
- Secrétaire national à la communication et à l'information des militants : Alain Bergounioux
  - Secrétaire nationale chargée de la communication : Anne-Catherine Franck
- Secrétaire national à l'emploi : Éric Besson
- Secrétaire nationale à la consommation : Nicole Bricq
- Secrétaire national à la coordination et à la trésorerie : Alain Claeys
- Secrétaire national aux relations extérieures : Marc Dolez
- Secrétaire national à la sécurité : Julien Dray
- Secrétaire nationale aux nouveaux droits : Laurence Dumont
- Secrétaire nationale au développement local : Irène Félix
- Secrétaire national à l'environnement : Géraud Guibert
- Secrétaire national à l'animation du Parti et aux fédérations : Didier Guillaume
  - Secrétaire national chargé des fédérations : François Rebsamen
- Secrétaire nationale aux questions de société : Adeline Hazan
- Secrétaire nationale aux droits de l'Homme, à l'immigration, à l'intégration et à la formation professionnelle : Cécile Helle
- Secrétaire national au logement : Serge Janquin
- Secrétaire national à la décentralisation : André Laignel
- Secrétaire national au développement : François Lamy
- Secrétaire national à la recherche : Jean-Yves Le Déaut
- Secrétaire national aux élections : Bruno Le Roux
  - Secrétaire national chargé des élections : Philippe Bassinet
- Secrétaire nationale à la ville et au transport : Marie-Noëlle Lienemann
- Secrétaire national aux relations internationales : Henri Nallet
  - Secrétaire national chargé des relations internationales : Régis Passerieux
- Secrétaire national aux statuts : Jean-Claude Perez
- Secrétaire nationale au sport et à la citoyenneté : Marie Richard
- Secrétaire nationale aux femmes : Michèle Sabban
- Secrétaire national à l'économie : Bernard Soulage
- Secrétaire national à l'éducation : Jean-Pierre Sueur
  - Secrétaire nationale chargée de la formation professionnelle : Anne Hidalgo
- Secrétaire nationale à la solidarité : Marisol Touraine
  - Secrétaire national chargé des personnes handicapées : Vincent Assante
- Secrétaire national aux entreprises : Alain Vidalies
- Secrétaire national à la formation et à la Culture : Henri Weber
- Porte-parole du Parti : Vincent Peillon